# Coleophora paludoides
Coleophora paludoides é uma espécie de mariposa do gênero Coleophora pertencente à família Coleophoridae.